# تايم (إلينوي)
تايم (بالإنجليزية: Time)‏ هي قرية تقع في الولايات المتحدة في مقاطعة بايك، إلينوي. يقدر عدد سكانها بـ 29 نسمة .

## الموقع الجغرافي
الموقع الجغرافي للمناطق المحيطة بهذه النقطة هو كالتالي: